# Petit cercle artériel de l'iris
Le petit cercle artériel de l'iris (ou  petit cercle artériel irido-ciliaire)  est l'anastomose formée par les artères radiaires de l'iris. Il vascularise la pupille et le corps ciliaire.